# SUPER DUPER GALAXY
『SUPER DUPER GALAXY』（スーパー デューパー ギャラクシー）は、LM.Cの12thシングルである。2011年5月18日発売。

## 概要
- 日本テレビ系『フットンダ』エンディングテーマ。
- 初回盤A、Bタイプ、通常盤の3種類がある。Bタイプには限定グッズを付録。

## 収録曲
全曲 作詞/作曲/編曲：LM.C
1. SUPER DUPER GALAXY
2. BAD SPIDER